# روکمینی دوی آروندیل
روکمینی دوی آروندیل (انگلیسی: Rukmini Devi Arundale; ۲۹ فوریهٔ ۱۹۰۴ – ۲۴ فوریهٔ ۱۹۸۶) سیاستمدار، و رقصنده اهل هند بود.
روکمینی دوی آروندیل (زادهٔ ۲۹ فوریه ۱۹۰۴ – درگذشتهٔ ۲۴ فوریه ۱۹۸۶) یک رقصنده، اصلاح‌گر فرهنگی، فعال حقوق حیوانات و سیاستمدار هندی بود که به احیای رقص بهاراتاناتیام در قالبی مدرن و مقبول در جامعهٔ معاصر هند کمک کرد. او همچنین اولین زنی بود که به عنوان عضو مجلس علیای هند (راجیا سبها) منصوب شد و در زمینه‌های آموزش، هنر و حقوق حیوانات فعالیت‌های گسترده‌ای داشت.

## زندگی اولیه و آموزش
روکمینی دوی در یک خانوادهٔ برجستهٔ تامیل برهمنی در مدرس (چنای کنونی)، هند متولد شد. پدرش یک دانشمند و فیلسوف بود که او را با جنبش تئوسوفی آشنا کرد. در جوانی با جورج آروندیل، یکی از رهبران جنبش تئوسوفی، ازدواج کرد که این تصمیم در آن زمان جنجالی بود، زیرا او یک انگلیسی بود. این ازدواج تأثیر عمیقی بر زندگی و فعالیت‌های او داشت.

## احیای بهاراتاناتیام
در دوره‌ای که بهاراتاناتیام به عنوان یک هنر وابسته به معابد و محدود به طبقات خاص تلقی می‌شد، روکمینی دوی آن را به عنوان یک شکل هنری کلاسیک احیا کرد. او این رقص را از اجراهای معبدی به صحنه‌های مدرن آورد و به آن ساختاری زیباشناسانه و نمایشی بخشید. او همچنین طراحی لباس و موسیقی مرتبط با بهاراتاناتیام را اصلاح کرد تا آن را برای مخاطبان گسترده‌تری قابل‌قبول کند.

## فعالیت‌های اجتماعی و فرهنگی
روکمینی دوی علاوه بر نقش کلیدی‌اش در هنر، در زمینه‌های آموزش، حمایت از حقوق حیوانات و اصلاحات اجتماعی نیز فعالیت داشت. او بنیاد کالاکشِترا را در سال ۱۹۳۶ تأسیس کرد که به یکی از معتبرترین مراکز آموزش هنرهای سنتی هند تبدیل شد. او همچنین برای ممنوعیت شکار حیوانات و ایجاد قوانین حمایت از حیوانات تلاش کرد.

## نقش در سیاست
روکمینی دوی اولین زنی بود که به عضویت راجیا سبها، مجلس علیای هند، منصوب شد. در طول فعالیت سیاسی‌اش، او بر حمایت از هنرهای سنتی، اصلاحات آموزشی و حقوق حیوانات تمرکز داشت و در تدوین قوانین حمایت از حیوانات نقش مهمی ایفا کرد.

## میراث
روکمینی دوی آروندیل همچنان به عنوان یکی از برجسته‌ترین چهره‌های فرهنگی هند شناخته می‌شود. او با احیای بهاراتاناتیام و ترویج هنرهای سنتی، نقش بزرگی در حفظ فرهنگ هند ایفا کرد. دولت هند او را با جوایزی همچون پادما بوشان و پادما ویبوشان، از بالاترین افتخارات ملی، تقدیر کرد. تأثیر او بر هنر و فرهنگ هند همچنان الهام‌بخش نسل‌های جدید هنرمندان و اصلاح‌گران اجتماعی است.